# IC 2960
IC 2960 је спирална галаксија у сазвјежђу Велики медвјед која се налази на листи објеката дубоког неба у Индекс каталогу.
Деклинација објекта је + 35° 0' 15" а ректасцензија 11h 46m 19,7s. Привидна величина (магнитуда) објекта IC 2960 износи 14,8 а фотографска магнитуда 15,6. IC 2960 је још познат и под ознакама CGCG 186-44, PGC 36709.